# Луконин, Сергей Алексеевич
Сергей Алексеевич Луконин (1914—1973) — советский военный гидрограф, лауреат Сталинской премии 1951 года.
Родился 25.10.1914 в д. Кондряево (сейчас — Судогодский район Владимирской области).
С 05.08.1939 на военной службе. Окончил гидрографический факультет Военно-морской академии. Должность во время войны — корректор старшего 4-го отделения Гидрографического отдела Северного флота. Работал в том же отделе и в дальнейшем.
Дата окончания службы: 11.07.1967, уволен в отставку в звании инженер-капитан 1-го ранга.
Умер в 1973 году. Похоронен на Ваганьковском кладбище.
Лауреат Сталинской премии 1951 года (в составе авторского коллектива) — за научный труд «Морской атлас», том 1, навигационно-географические карты (1950).
Награждён двумя орденами Красной Звезды (05.11.1944, 05.11.1954), медалями «За оборону Советского Заполярья» (05.12.1944), «За победу над Германией в Великой Отечественной войне 1941—1945 гг.» (09.05.1945), «За боевые заслуги» (15.11.1950).